# Symphysanodontidae
Die Symphysanodontidae sind eine Familie der barschverwandter Fische aus der Ordnung Acropomatiformes, die mit 13 Arten im westlichen Atlantik und im Indopazifik in Tiefen von 90 bis 500 Metern vorkommt. Ihre systematische Position innerhalb der Barschverwandten ist unsicher, da sie bisher nur wenig erforscht wurden. Einige Arten sind lediglich durch den Holotyp, nur von einer Fundstelle oder nur durch Funde aus Raubfischmägen bekannt.

## Merkmale und Systematik
Die Fische erreichen eine Länge von 8 bis 20 Zentimeter. Kennzeichnend für die Familie sind zwei Stacheln auf dem Kiemendeckel. Ihre Rückenflosse wird normalerweise von neun Hart- und zehn Weichstrahlen gestützt. Von den zwei Gattungen der Familie wurde Symphysanodon schon im Jahr 1878 durch den niederländischen Ichthyologen Pieter Bleeker beschrieben, die zweite kam erst Mitte 2017 hinzu. Symphysanodon wurde 1928 durch den US-amerikanischen Zoologen Henry Weed Fowler den Fahnenbarschen (Anthiadinae) zugeordnet, denen sie äußerlich ähneln. Ende der 1960er Jahre und 1970 wurde Symphysanodon dann durch verschiedene Wissenschaftler in die Familie der Schnapper (Lutjanidae) gestellt. Der amerikanische Ichthyologe G. David Johnson konnte in einer im Jahr 1975 publizierten Arbeit jedoch keine osteologischen Hinweise auf eine nahe Verwandtschaft der Gattung Symphysanodon mit den Schnappern finden. 1984 führte der japanische Ichthyologe Katayama deshalb die Familie Symphysanodontidae mit Symphysanodon als einziger Gattung ein.
Im Unterschied zu den Schnappern und den Sägebarschen besitzen adulte Symphysanodontidae Bereiche frei liegender äußerer Zähne in Ober- und Unterkiefer. Die große Schuppe an der Bauchflossenbasis ist bei den Symphysanodontidae lanzettförmig, bei den Sägebarschen und Schnappern aber dreieckig, rechteckig oder fällt gegenüber den umgebenden Schuppen nicht auf. Die Symphysanodontidae haben 25 Wirbel, Fahnenbarsche aber 26 bis 28, die übrigen Sägebarsche und die Schnapper 24. Bei den Symphysanodontidae hat das Präoperculum eine rechtwinkelige Ecke, bei den Schnappern ist sie abgerundet. Frontale und Parietale der Symphysanodontidae besitzen einen deutlichen Grat, der den Sägebarschen fehlt. Das Einfügungsmuster der Pterygiophoren der Rückenflosse zwischen die Dornfortsätze (Supraneuralia) der Wirbel ist bei fast allen Symphysanodontidae einzigartig (Ausnahme: S. octoactinius) und findet sich in dieser Form nur noch bei den südafrikanischen Spaltenbarschen (Dinopercidae), die aber wahrscheinlich nicht nah mit den Symphysanodontidae verwandt sind und sich in zahlreichen morphologischen Merkmalen von diesen unterscheiden. Cymatognathus, die erst Mitte 2017 beschriebene zweite Gattung der Familie, unterscheidet sich von Symphysanodon in der Form des Unterkiefers und den schlitzförmigen, horizontal ausgerichteten hinteren Nasenöffnungen.

## Gattungen
- Cymatognathus – monotypisch[3]
  - Cymatognathus aureolateralis Kimura, Johnson, Peristiwady & Matsuura, 2017
- Hangfische (Symphysanodon) – 12 Arten[1]
  - Symphysanodon andersoni  Kotthaus, 1974
  - Symphysanodon berryi  Anderson, 1970
  - Symphysanodon disii  Khalaf & Krupp, 2008
  - Symphysanodon katayamai  Anderson, 1970
  - Symphysanodon maunaloae  Anderson, 1970
  - Symphysanodon mona  Anderson & Springer, 2005
  - Symphysanodon octoactinus  Anderson, 1970
  - Symphysanodon parini  Anderson & Springer, 2005
  - Symphysanodon pitondelafournaisei  Quéro, Spitz & Vayne, 2009
  - Symphysanodon rhax  Anderson & Springer, 2005
  - Symphysanodon typus  Bleeker, 1878
  - Symphysanodon xanthopterygion  Anderson & Bineesh, 2011